# Elin Williams
Elin Williams (Gales, 2000) es escritora y defensora de los derechos de las personas con discapacidad. En su blog My Blurred World comparte sus experiencias sobre la encefalomielitis miálgica (ME) y la retinosis pigmentaria. Este espacio, donde promueve la conciencia sobre la discapacidad, recibió el premio de mejor blog de estilo de vida de 2018 en los premios para blogueros adolescentes.
Williams ha sido reconocida también como una de las personas con discapacidad más influyentes del Reino Unido en 2018 y una de las 100 mujeres de la BBC en 2020, destacando su compromiso con la visibilización de la discapacidad.

## Trayectoria
Williams empezó a perder la vista a los tres años y a los seis le diagnosticaron retinitis pigmentosa, una enfermedad ocular degenerativa. Cuando tenía doce años fue diagnosticada con una discapacidad visual grave, aunque aún conserva algo de visión.
Aprendió Braille y después de completar sus estudios de nivel avanzado, trabajó en el Real Instituto Nacional de Personas Ciegas (RNIB) durante un año. Después se licenció con honores en escritura creativa en la Open University.
En 2015 empezó a escribir en su blog, My Blurred World, como una herramienta con la que compartir su situación, y se convirtió en una plataforma en la que dar visibilidad a su discapacidad y ayudar a otras personas a afrontar la pérdida de la visión.
Williams participa en otros blogs como escritora invitada, así como en organizaciones benéficas. Además, está involucrada en diferentes campañas para el RNIB. Su trabajo ha recibido varios reconocimientos, apareciendo en diferentes listas de blogueros influyentes y ganando dos premios diferentes en los Teen Blogger Awards en 2018.

## Premios y reconocimientos
- Mejor blog de estilo de vida de 2018 - Teen Blogger Awards.[3]
- Lista de los 100 mejores profesionales de la discapacidad de 2018.[4]
- Candidato preseleccionado: Influenciador de redes sociales del año en los premios See Differently Awards de RNIB 2019.[5][6]
- Lista BBC 100 Women 2020.[7]